# Con te (Totò)
con te, con te tutta la vita
vorrei fremere con te,
con te, con te gioia infinita.
Vorrei perdermi con te,
con te, con te nel fuoco ardente
vivere e morir d'amor
con te, con te, con te.»
Con te è il brano musicale piazzatosi al 9º posto al Festival di Sanremo 1954 nelle interpretazioni di Achille Togliani ed il duo composto da Natalino Otto e Flo Sandon's.
L'autore è Antonio De Curtis, noto come attore col nome d'arte Totò, per la prima ed unica volta nelle vesti di compositore di un brano partecipante al Festival.

## Il brano
Il testo racconta il meraviglioso amore che è scoppiato tra due persone, che sognano il modo in cui passare i loro giorni insieme.